# Provenchères-sur-Fave
Provenchères-sur-Fave era un comune francese di 908 abitanti situato nel dipartimento dei Vosgi nella regione del Grand Est.
Dal 1º gennaio 2016 è unito a Colroy-la-Grande per formare il nuovo comune di Provenchères-et-Colroy di cui è comune delegato.

## Storia

### Simboli
È il blasone dei Dolmaire de Provenchères, famiglia assurta alla nobiltà nel 1632 con Jean Dolmaire (1606-1656), scudiero e custode dei sigilli di Saint-Dié.

## Società

### Evoluzione demografica
Abitanti censiti